# Diskret värdering
Inom matematiken är en diskret värdering en heltalsvärdering på en kropp K, d.v.s. en funktion
{\displaystyle \nu :K\to \mathbb {Z} \cup \{\infty \}}
som satisfierar kraven
{\displaystyle \nu (x\cdot y)=\nu (x)+\nu (y)}
{\displaystyle \nu (x+y)\geq \min {\big \{}\nu (x),\nu (y){\big \}}}
{\displaystyle \nu (x)=\infty \iff x=0}
för alla {\displaystyle x,y\in K}.
Notera att den triviala värderingen som bara tar värdena {\displaystyle 0,\infty } är explicit utlämnad.
En kropp med en icke-trivial diskret värdering säges vara en diskret värderingskropp.

## Diskreta värderingsringar och värderingar på kroppar
Till varje kropp med en diskret värdering {\displaystyle \nu } kan vi associera delringen
{\displaystyle {\mathcal {O}}_{K}:=\left\{x\in K\mid \nu (x)\geq 0\right\}}
av {\displaystyle K}, som är en diskret värderingsring. Omvänt kan värderingen {\displaystyle \nu :A\rightarrow \mathbb {Z} \cup \{\infty \}} på en diskret värderingsring {\displaystyle A} utvidgas på ett unikt sätt till en diskret värdering på kvotkroppen {\displaystyle K={\text{Quot}}(A)}; den associerade diskreta värderingsringen {\displaystyle {\mathcal {O}}_{K}} är helt enkelt {\displaystyle A}.

## Exempel
- För ett fixerat primtal {\displaystyle p} och för varje {\displaystyle x\in \mathbb {Q} } övrigt än noll kan vi skriva {\displaystyle x=p^{j}{\frac {a}{b}}} med {\displaystyle j,a,b\in \mathbb {Z} } så att {\displaystyle p} delar varken {\displaystyle a} eller {\displaystyle b}. Då är {\displaystyle \nu (x)=j} en diskret värdering på {\displaystyle \mathbb {Q} }, känd som den p-adiska värderingen.

- Givet en Riemannyta {\displaystyle X} kan vi betrakta kroppen {\displaystyle K=M(X)} av meromorfa funktioner {\displaystyle X\to \mathbb {C} \cup \{\infty \}}. För en fixerad punkt {\displaystyle p\in X} definierar vi en diskret värdering på {\displaystyle K} på följande vis: {\displaystyle \nu (f)=j} om och endast om {\displaystyle j} är det största heltalet så att funktionen {\displaystyle f(z)/(z-p)^{j}} kan utvidgas till en analytisk funktion vid {\displaystyle p}. Detta betyder att om {\displaystyle \nu (f)=j>0} har {\displaystyle f} en rot av ordning {\displaystyle j} vid punkten {\displaystyle p}; om {\displaystyle \nu (f)=j<0} har {\displaystyle f} en pol av ordning {\displaystyle -j} vid {\displaystyle p}. Likadant kan man definiera en diskret värdering på funktionskroppen av en algebraisk kurva för varje reguljär punkt {\displaystyle p} på kurvan.